# Eriosema adamaouense
Eriosema adamaouense är en ärtväxtart som beskrevs av Jacq.-fel. Eriosema adamaouense ingår i släktet Eriosema och familjen ärtväxter. Inga underarter finns listade i Catalogue of Life.